# Вильнёв-д’Аск-Нор
Вильнё́в-д'Аск-Нор (фр. Villeneuve-d'Ascq-Nord) — упраздненный кантон во Франции, регион Нор-Па-де-Кале, департамент Нор. Входил в состав округа Лилль.
В состав кантона входили 8 районов города Вильнёв-д'Аск.

## Политика
|  | Кандидат        | Партия                  | % голосов |
|  | --------------- | ----------------------- | --------- |
|  | Дидье Манье     | Социалистическая партия | 73,56     |
|  | Франсуа де Вепп | Национальный фронт      | 26,44     |

|  | Кандидат    | Партия                    | % голосов |
|  | ----------- | ------------------------- | --------- |
|  | Дидье Манье | Социалистическая партия   | 68,35     |
|  | Дидье Планк | Союз за народное движение | 31,65     |